# Liste der Monuments historiques in Champougny
Die Liste der Monuments historiques in Champougny führt die Monuments historiques in der französischen Gemeinde Champougny auf.

## Liste der Objekte
| Bezeichnung                      | Beschreibung | Standort                      | Kennzeichnung | Schutzstatus | Datum | Bild |
| -------------------------------- | --- | ----------------------------- | ------------- | ------------ | ----- | ---- |
| Zwei Dalmatiken                  | Seidenstoff, bestickt, 18. Jahrhundert; zugehörig PM55000945 und PM55000946                                                                                   | in der Kirche St-Brice (Lage) | PM55000944    | Classé       | 1993  |      |
| Stola                            | Seidenstoff, bestickt, 18. Jahrhundert | in der Kirche St-Brice (Lage) | PM55000945    | Classé       | 1993  |      |
| Zwei Manipel                     | Seidenstoff, bestickt, 18. Jahrhundert | in der Kirche St-Brice (Lage) | PM55000946    | Classé       | 1993  |      |
| Weißer Ornat                     | Kasel, Manipel und Kelchvelum; Seide, bestickt, um 1800 | in der Kirche St-Brice (Lage) | PM55001683    | Inscrit      | 1991  |      |
| Drei Altäre                      | Ensemble aus dem Retabel des Hauptaltars und den zwei Seitenaltären; Kalkstein, farbig gefasst, bezeichnet 1696 und 1704; zugehörig PM55001685 bis PM55001687 | in der Kirche St-Brice (Lage) | PM55001684    | Inscrit      | 1991  |      |
| Skulptur Heiliger Brictius       | Kalkstein, farbig gefasst, Anfang des 17. Jahrhunderts | in der Kirche St-Brice (Lage) | PM55001685    | Inscrit      | 1991  |      |
| Skulptur Maria als Braut Christi | Kalkstein, farbig gefasst, Ende des 17. Jahrhunderts | in der Kirche St-Brice (Lage) | PM55001686    | Inscrit      | 1991  |      |
| Skulptur Heiliger Nikolaus       | Kalkstein, farbig gefasst, Ende des 17. Jahrhunderts | in der Kirche St-Brice (Lage) | PM55001687    | Inscrit      | 1991  |      |
| Taufbecken                       | Stein, 15. Jahrhundert | in der Kirche St-Brice (Lage) | PM55001333    | Classé       | 2000  |      |